# Przygód kilka wróbla Ćwirka
Przygód kilka wróbla Ćwirka – polski serial animowany (rysunkowy) dla dzieci, wyprodukowany w latach 1983-1989 przez Studio Małych Form Filmowych Se-Ma-For. Nakręcono 39 odcinków po ok. 9 minut.
Sympatyczny wróbelek Ćwirek poznaje nowe ptaki i inne zwierzęta, raz nawet leci do miasta. Mieszkanie wynajmuje w gnieździe bocianim. Bohaterem każdego odcinka był inny gatunek ptaka. Głosu wszystkim postaciom użyczył Jan Kobuszewski.

## Spis odcinków
| Rok  | Nr | Tytuł                       | Reżyser             | Bohater                           |
| ---- | -- | --------------------------- | ------------------- | --------------------------------- |
| 1983 | 1  | Własne gniazdko             | Ireneusz Czesny     | wróbel, szpak, kowalik, bocian    |
| 1983 | 2  | Sianokosy                   | Krystyna Kulczycka  | skowronek i potrzeszcz            |
| 1983 | 3  | Piórko z ogona              | Andrzej Piliczewski | sójka                             |
| 1984 | 4  | Odludek                     | Jerzy Stępień       | zimorodek                         |
| 1984 | 5  | Jedynak                     | Alina Kotowska      | orlik krzykliwy                   |
| 1984 | 6  | Zimowe zuchy                | Andrzej Piliczewski | krzyżodziób, pluszcz, sroka       |
| 1984 | 7  | Nauka pływania              | Alina Kotowska      | kaczka krzyżówka, perkoz, wrona   |
| 1985 | 8  | Sąsiad                      | Ireneusz Czesny     | dzięcioł zielony                  |
| 1985 | 9  | Strachy na wróbla           | Jerzy Stępień       | lelek                             |
| 1985 | 10 | Władca kur                  | Andrzej Piliczewski | kogut                             |
| 1985 | 11 | Kukułcze jajo               | Andrzej Piliczewski | kukułka                           |
| 1985 | 12 | Goście z północy            | Jerzy Stępień       | jemiołuszka                       |
| 1985 | 13 | Remont z przeszkodami       | Ireneusz Czesny     | wróbel                            |
| 1985 | 14 | Mysikrólik                  | Jerzy Stępień       | mysikrólik                        |
| 1986 | 15 | Jak w puchu                 | Andrzej Piliczewski | bażant, gęś, paw                  |
| 1986 | 16 | Nauczyciel śpiewu           | Wacław Fedak        | słowik                            |
| 1986 | 17 | Spotkanie na plaży          | Wacław Fedak        | sieweczka                         |
| 1986 | 18 | Sekret czajki               | Ireneusz Czesny     | czajka                            |
| 1986 | 19 | Spółka z jaskółką           | Alina Kotowska      | jaskółki                          |
| 1986 | 20 | Co brzmi w trzcinie         | Andrzej Piliczewski | bączek, bąk, wodnik               |
| 1986 | 21 | Cudak                       | Jerzy Stępień       | papuga                            |
| 1987 | 22 | Mały architekt              | Wacław Fedak        | remiz                             |
| 1987 | 23 | Nie chcę do Afryki          | Wacław Fedak        | bocian                            |
| 1987 | 24 | Darmozjady                  | Alina Kotowska      | szpak                             |
| 1987 | 25 | Ptasie mleko                | Alina Kotowska      | gołąb                             |
| 1987 | 26 | Gdzie dwóch się bije        | Jerzy Stępień       | batalion                          |
| 1987 | 27 | Sam jak palec               | Wacław Fedak        | kuropatwa                         |
| 1987 | 28 | Nie do wiary                | Andrzej Piliczewski | gągoł                             |
| 1988 | 29 | Kłopoty z Gackiem           | Alina Kotowska      | gacek wielkouchy                  |
| 1988 | 30 | Czarna rodzinka             | Jerzy Stępień       | sroka, kawka, gawron, wrona, kruk |
| 1988 | 31 | Przerwa w podróży           | Wacław Fedak        | gołąb                             |
| 1988 | 32 | Kraksa pod chmurką          | Andrzej Piliczewski | jerzyk, kobuz                     |
| 1988 | 33 | Wyjątkowo spokojni sąsiedzi | Alina Kotowska      | kopciuszek, sroka                 |
| 1988 | 34 | Towarzystwo na zimę         | Wacław Fedak        | dzięcioł czarny, sikorka          |
| 1988 | 35 | Obrączka                    | Andrzej Piliczewski | sroka, bocian                     |
| 1989 | 36 | Odmieniec                   | Wacław Fedak        | wróbel miejski                    |
| 1989 | 37 | To moje podwórko            | Wacław Fedak        | trznadel, myszołów                |
| 1989 | 38 | Czarodziejka                | Andrzej Piliczewski | wilga                             |
| 1989 | 39 | Kuracja                     | Jerzy Stępień       | kowalik, dzięcioł                 |